# Croisade d'Henri le Despenser
Guerre de Cent Ans
Batailles
La croisade d'Henri le Despenser (ou croisade de l'évêque de Norwich, parfois seulement croisade de Norwich) est une expédition militaire conduite par l'évêque anglais Henri le Despenser en 1383 pour assister la ville de Gand dans son combat contre les partisans de l'antipape Clément VII. Elle a lieu pendant le Grand Schisme d'Occident ainsi que pendant la Guerre de Cent Ans qui oppose l'Angleterre et la France. Tandis que la France soutient Clément VII, qui est établi à Avignon, les Anglais soutiennent le pape Urbain VI à Rome.
Populaire à l'époque parmi les couches basses et moyennes de la société, la croisade d'Henri le Despenser « fut largement critiquée avec le recul » : « malgré toute son apparence canonique, c'était la guerre de Cent Ans à peine déguisée ». Parmi les critiques contemporains, on compte John Wyclif et le chroniqueur Jean Froissart, qui accuse ses chefs d'hypocrisie.

## Causes de la croisade

### Rébellion de Gand
La bataille de Roosebeke, remportée en 1382 par le comte de Flandre Louis de Male — appuyé par le roi de France Charles VI — sur les villes flamandes révoltées, n'a pas mis fin au ressentiment de ces dernières : plusieurs ont été pillées, y compris des cités ayant soutenu Louis de Male — c'est le cas de Bourbourg. Courtrai subit la vengeance des Français : ceux-ci n'ont pas pardonné à la ville d'avoir abrité dans son église Notre-Dame les éperons laissés par les Français vaincus lors de la bataille des Éperons d'or en 1302. La ville est brûlée, malgré les appels à la clémence de Louis de Male. Bruges et Gand doivent se soumettre. Mais rien n'est réglé, les vieilles haines demeurent vives, le sort de Courtrai émeut la Flandre. Rentré en France, Charles VI entreprend de restaurer l'autorité royale, en soumettant les villes qui ont montré de l'intérêt pour les communes flamandes révoltées. Il désarme la commune de Paris, dissout les confréries, abolit les privilèges de la ville, fait exécuter des personnes rebelles à son autorité, multiplie les impositions. Rouen, Reims, Troyes, Orléans subissent le même sort. Ces mesures soulèvent l'indignation en Flandre dont les villes ressentent ces mesures comme une menace pour leur devenir.
Louis de Male se montre lui aussi très maladroit. Il se sent humilié par le fait d'avoir eu besoin des Français pour venir à bout de la révolte des villes flamandes. Il imagine donc de restaurer son autorité en exigeant que toutes les communes de Flandre, sans distinction entre les cités rebelles et les fidèles, lui livrent leurs chartes de privilèges — par exemple, les chartes des comtes de Flandre accordant aux communes le droit de disposer d'une keure ou charte communale, de jouir d'une juridiction particulière. Les communes s'exécutent en déposant leurs archives — pour la ville et châtellenie de Bourbourg, cela ne représentait pas moins de 7 chartes, ce qui donne une idée de ce que l'opération représenta à l'échelle de toute la Flandre — mais ressentent une amertume certaine et se sentent menacées. Dans les villes restées loyales, l'incompréhension est grande d'être traitées sans davantage d'égards. Ces éléments, ajoutés à la lassitude de la guerre — le comté de Flandre est en agitation et combats depuis 1379 — et à la crainte des destructions, vont conduire plusieurs villes de Flandre à n'opposer guère de résistance lorsque les Anglais se présenteront. Déjà, à peine Charles VI est-il sorti du comté de Flandre que Gand recommence à concentrer les mécontents et reprend les contacts avec l'Angleterre. Le contexte plus général de la Guerre de Cent Ans fait que l'Angleterre ne peut que se satisfaire de ces éléments et montrer une oreille complaisante aux récriminations venues de Flandre, tout en se préparant à saisir la moindre occasion d'assurer le succès de ses revendications sur le trône de France. Il ne manque plus qu'un prétexte : il vient de Rome.

### Schisme de la chrétienté
Dans la chrétienté de l'époque sévit le Grand schisme d'Occident, qui voit deux papes se disputer le rôle de chef de l'Église : Urbain VI, élu à Rome en avril 1378, et Clément VII, élu par le collège des cardinaux à majorité française six mois plus tard, en réaction à l'autoritarisme d'Urbain VI dont les Français rejettent l'élection au motif qu'elle leur a été arrachée de manière non libre sous la pression de la population en insurrection. Dès lors, l'Église se déchire et avec elle l'Occident : selon leurs intérêts politiques, les États reconnaissent l'un ou l'autre. La France reconnait Clément VII installé à Avignon, ce qui lui permet de prolonger la période des papes d'Avignon et lui ouvre la perspective de mieux contrôler la Papauté. Les royaumes ibériques font de même. Leurs ennemis, l'Angleterre et le Saint-Empire romain germanique, reconnaissent Urbain VI. Clémentins et Urbanistes se livrent une lutte acharnée.
Urbain VI multiplie les bulles envoyées à l'Angleterre au début de l'année 1383, l'exhortant à prendre les armes contre les Clémentins. Il promet à ceux qui s'engageront dans cette croisade — c'est le terme employé — l'absolution de leurs péchés mais aussi la possibilité de prélever la dîme sur les biens des églises, car il sait que « gens d'armes ne vivent point de pardons et ne chevaucheraient point trop avant si l'argent n'alloit devant ». Ainsi que l'indique François de Belleforest, « Urbain VI se résolut de nuire aux Français et de leur susciter tant de guerres qu'ils n'auroient plus moyen de penser à leur antipape ». Afin de rassurer les fidèles, de garder l'affaire sous contrôle de l'Église et de lui garantir l'allure d'une croisade, il demande que celle-ci soit menée sous l'autorité d'Henri le Despenser, évêque de Norwich, en tant que chef spirituel et temporel. Celui-ci jouit d'une grande popularité en Angleterre où il avait déjà montré ses talents militaires, et pense « tout foudroyer » du fait de son titre de Légat du Pape. Urbain VI nomme également l'évêque de Londres Robert Braybrooke (en) comme chef d'une autre croisade contre l'Espagne, moyen de s'assurer le soutien de Jean de Gand, duc de Lancastre — qui prétend au trône de Castille au nom de son épouse. Le duc de Lancastre doit cependant ronger son frein car priorité est donnée à l'expédition de l'évêque de Norwich.

## Déroulement de l'expédition

### Débarquement anglais
L'armée anglaise débarque à Calais, ville anglaise à l'époque, le 23 avril 1383. L'évêque de Norwich est secondé par Hugues de Calveley, son premier lieutenant. Calveley a la réputation d'être un homme loyal et de grande bravoure et s'est déjà illustré pendant le combat des Trente — épisode de la guerre de Succession de Bretagne où il fut imaginé en mars 1351 un affrontement entre trente chevaliers de chaque camp pour mettre fin au conflit : le combat eut lieu mais il ne régla rien. Il a aussi compté au nombre des chevaliers qui ont permis à Jean de Montfort de devenir duc de Bretagne en 1364 sous le nom de Jean IV. L'armée anglaise comprend de nombreux chevaliers et écuyers anglais et gascons pour atteindre, selon Froissart, environ 600 lances (soit 3 600 hommes) et 1 500 autres gens d'armes — Froissart cite les principaux noms. Elle forme ainsi un ensemble conséquent.
Il y a débat entre les nobles seigneurs de l'expédition sur la direction à prendre pour mener leur « croisade ». En toute logique, ils doivent se diriger vers des terres « clémentines », c'est-à-dire l'Artois et la Picardie, terres françaises, pour respecter l'objectif de leur expédition ainsi que pour respecter le serment fait au roi d'Angleterre Richard II de ne combattre que les Clémentins. C'est notamment la position d'Hugues de Calveley. Mais l'évêque de Norwich ne l'entend pas ainsi : selon lui, la Flandre peut également être visée bien que le comte de Flandre ait pris le parti d'Urbain VI. Le raisonnement de l'évêque repose sur les liens de féodalité : le suzerain de la Flandre est le roi de France — un Clémentin —, lequel a d'ailleurs soutenu son vassal dans l'affaire de Roosebeke. De plus, de par le mariage de la fille unique et héritière du comte de Flandre avec le duc de Bourgogne — Marguerite III de Flandre a épousé en 1369 Philippe II de Bourgogne, dit « le Hardi » —, la Flandre est destinée à un prince lui aussi Clémentin. Hugues se soumet d'autant plus que le corps anglais est rejoint par des bourgeois de Gand, arrivés avec des renforts, lesquels donnent de ce fait une certaine légitimité à une intervention en Flandre. En réalité il semble bien que le choix de l'évêque repose essentiellement sur sa tentation par les richesse de la Flandre, ses villes et châtellenies opulantes.

### Incursion en Flandre
Après quelques jours d'attente d'un renfort d'Angleterre promis par Richard II — qui n'arrivera jamais —, la troupe anglaise se dirige au début du mois de mai 1383 vers Gravelines. La ville est prise par surprise et tombe sans résistance. Gravelines n'avait aucune raison de se méfier des Anglais car, contrairement aux lois de la chevalerie, il n'y a pas eu de déclaration de guerre préalable. La nouvelle fait grand bruit : la Flandre se barricade dans ses villes fortifiées, Bergues, Bourbourg. Le comte de Flandre Louis II de Male, choqué par cette façon de faire mais conscient des dangers d'une nouvelle guerre, tente de privilégier le dialogue. Il envoie deux émissaires auprès de l'évêque afin de le convaincre de quitter la Flandre — qui a pris le parti d'Urbain VI — ou de donner à ses envoyés un sauf-conduit pour se rendre auprès du roi d'Angleterre pour plaider sa cause.
La négociation tourne court, l'évêque reprend l'argumentation relative aux positions du duc de Bourgogne et du roi de France en y ajoutant le fait que, de toute façon, la Flandre maritime appartient à la comtesse de Bar Yolande de Flandre qui elle est Clémentine. Yolande a hérité de son père Robert de Cassel toute la Flandre maritime. Robert de Cassel l'a lui-même reçue en apanage de son père le comte Robert III de Flandre lorsque celui-ci a partagé ses biens et doté confortablement Robert — son fils cadet — afin qu'il ne soit pas tenté de contester l'attribution du comté de Flandre à son frère aîné Louis Ier de Nevers. En 1383, Yolande est comtesse douairière depuis fort longtemps. L'argumentation de l'évêque n'en demeure pas moins discutable : tantôt il s'appuie sur les liens de suzeraineté, tantôt il feint de considérer le seigneur de premier rang. En outre, il refuse de donner un sauf-conduit aux négociateurs pour qu'ils se rendent en Angleterre car, selon lui, il n'agit pas au service du roi d'Angleterre mais pour le compte du Pape. En réalité, son refus provient de sa crainte que la Flandre ne profite d'une trêve pour améliorer sa défense.

### Premier affrontement
À Bourbourg, l'émotion est grande. La ville sait, en tant que place fortifiée, que les Anglais ne peuvent la laisser derrière eux sans danger et se doute du fait de sa proximité géographique avec Gravelines qu'elle sera la prochaine cible. De plus, cinq anciens échevins de Bourbourg, exilés après Roosebeke car estimés trop favorables aux villes révoltées, ont gagné l'armée anglaise et incitent celle-ci à prendre la châtellenie. Bourbourg se rend sans combattre. Les Anglais l'épargnent et s'y ravitaillent puis se dirigent vers Mardyck avec l'intention de prendre Dunkerque car les Gantois leur ont fait miroiter l'intérêt de cette riche ville peu fortifiée à l'époque et dépourvue de garnison. Les Flamands commencent à réagir. Il n'y a eu jusque-là que quelques escarmouches sans importance ni conséquence. Sous l'impulsion de Jean Sporkin, gouverneur des domaines de Yolande de Flandre, et d'un des enfants naturels de Louis de Male, Louis le Haze, une troupe finit par se réunir non sans difficultés. En effet, les habitants des campagnes rechignent à l'idée d'une nouvelle guerre sans compter une certaine sympathie envers les Gantois, défenseurs des libertés des Communes. De plus, les chutes de Gravelines et de Bourbourg sans combattre ne contribuent pas à entretenir leur motivation. On attend également des renforts des autres villes telles Bergues, Cassel, Bailleul et Poperinge. Les pérégrinations de cette armée divisée révèlent les difficultés rencontrées : d'abord rassemblée autour de Looberghe, puis sous les murs de Bergues, elle finit, renforcée par les apports des villes de Furnes, Nieuport et Dixmude, par se mettre en position devant Dunkerque. Au total environ 12 000 hommes se préparent au combat.
Les Anglais reçoivent des renforts venant de Guînes et de Calais et se comptent de l'ordre de 600 lances et 1 500 archers. Hugues de Calveley revient à la charge auprès de l'évêque arguant que le combat opposerait des Urbanistes entre eux, qu'il n'y a pas eu de déclaration de guerre préalable et enfin que les Anglais n'ont rien à reprocher aux Flamands. Il réussit à persuader l'évêque, lui-même incertain sur l'issue du combat, d'envoyer un émissaire pour demander aux Flamands quel pape ils reconnaissent et pour les inciter, s'ils se déclarent Urbanistes, à se joindre à eux pour prendre les villes Clémentines de Saint-Omer, Aire-sur-la-Lys et Arras. La tentative échoue : les Flamands ont quelque raison de se méfier des Anglais qui se sont montrés félons en ne déclarant pas la guerre et en ayant mal reçu les envoyés du comte de Flandre. De plus, l'émissaire anglais rencontre des troupes non nobles ignorant les lois de la chevalerie. Le héraut anglais est tué sans autre forme de procès. Le combat devient inévitable. Les archers anglais sont une nouvelle fois décisifs — comme cela avait été le cas lors de la bataille de Poitiers en 1356, comme ce sera une nouvelle fois le cas quelques années plus tard lors de la bataille d'Azincourt en 1415. La bataille fait rage, les Flamands reculent mais se battent pied à pied, les combats se poursuivent dans la ville même de Dunkerque, dévastée à la suite de l'affrontement. Il semble que les chevaliers et écuyers flamands engagés dans la bataille ne brillent pas par leur bravoure, Froissart nous dit qu'ils « se sauvèrent, ni il n'en y ot que cinq ou six morts ou pris ». Environ 400 Anglais sont tués, ce qui reste cependant inférieur aux victimes flamandes, que Froissart évalue à 9 000. Le 15 mai 1383, Dunkerque est prise par les Anglais,.

### L'intervention française
Après la prise de Dunkerque, comme le dit Froissart « entrèrent les Anglais en grand orgueil ». Ils croient pouvoir se rendre maîtres de la Flandre et se donnent comme prochain objectif Ypres. Marchant vers Cassel, ils marquent un temps d'arrêt devant Drincham dont le château résiste trois jours au prix de la mort de 200 hommes de garnison. Cassel prise et pillée, ils se dirigent vers Aire-sur-la-Lys mais n'osent l'attaquer, sachant ne pas y trouver les mêmes complicités qu'en Flandre. Ils passent à Saint-Venant, prennent Bergues, Bailleul, Poperinge, Messines tandis qu'ils s'assurent la maîtrise de la côte en s'emparant de Furnes et Nieuport,. Partout les Anglais se livrent au pillage et envoient leur butin à Bergues et Bourbourg. Leurs succès réveillent les communes flamandes qui espèrent grâce à eux retrouver leurs privilèges. Les troupes anglaises reçoivent ainsi des renforts dont des mercenaires appâtés par le butin potentiel, l'ensemble s'en allant mettre le siège devant Ypres le 8 juin 1383. Les Gantois sont d'autant plus motivés qu'en 1382, la soumission de la ville au roi de France avait ruiné leurs espérances et celles de nombreuses cités dont Bourbourg et Bergues. Les Anglais estiment pouvoir régler rapidement l'affaire puis conquérir toute la Flandre pour le mois de septembre mais Ypres résiste. Les eaux des fossés sont détournées, la ville bombardée, des brèches ouvertes dans les défenses, à chaque fois les défenseurs réussissent à redresser la situation tant bien que mal ; tenir devient de plus en plus difficile.
Le salut vient de la France une nouvelle fois. Le jour de la chute de Dunkerque, Louis de Male écrit à son gendre le duc de Bourgogne pour l'appeler au secours. Philippe le Hardi commence par renforcer les défenses des villes gardiennes de l'Artois, dont Saint-Omer et Aire-sur-la-Lys et présente la situation au roi Charles VI. Celui ci perçoit rapidement le danger et décide de mobiliser une armée encore plus importante que celle réunie pour la bataille de Roosebeke en faisant appel à tous ses vassaux et alliés. Les différents chroniqueurs ne disent pas pourquoi la France rassemble une armée si importante : volonté de démonstration de force ? volonté de tuer dans l'œuf cette expédition anglaise qui risque de prendre des proportions trop importantes ? lassitude de devoir de nouveau intervenir en Flandre et volonté de régler l'affaire définitivement ? simple conséquence de la féodalité où en cas de nécessité on fait appel à ses vassaux pour aller combattre ? Conscient que cette mobilisation demande un certain temps, Louis de Male tente une nouvelle négociation en chargeant l'évêque de Liège Arnould de Hornes d'une mission auprès de l'évêque de Norwich, que ce dernier rejette à nouveau. La France fait cependant diligence car Henri le Despenser s'est fait autoriser par lettres de Richard II en date du 20 juin 1383 à prendre et recevoir du comte et des gens de Flandre « hommage lige et tous autres serments de loyauté au roi d'Angleterre comme vrai roi de France et leur souverain seigneur ». L'affaire prend ainsi des proportions beaucoup trop dangereuses pour la couronne de France. Malgré tout, un peu de temps est nécessaire pendant lequel le siège d'Ypres se poursuit, et dans l'intervalle, lors d'une escarmouche, un des fils naturels de Louis de Male, Jean Sans Terre, futur seigneur de Drincham, est fait prisonnier par les Anglais devant Menin et libéré contre rançon, ce qui accroit le courroux du comte de Flandre.

### Repli anglais
Au début du mois d'août, Ypres résiste toujours. Les Anglais, alarmés par les nouvelles de la mobilisation française, « la plus belle et grande armée qu'on eut veu de mémoire d'home », concluent en leur incapacité à résister face à au moins 20 000 chevaliers et écuyers et au moins 60 000 gens d'armes. Ils veulent néanmoins le 8 août tenter un dernier assaut en lançant une attaque générale à la fois pour punir Ypres en la prenant et en la mettant à sac et pour réaliser un dernier coup d'éclat. Le combat est terrible et dure trois jours mais Ypres tient bon et se sauve par elle-même. Cette glorieuse attitude génère depuis tous les 10 août dans la ville des fêtes et processions en l'honneur du Thuyndag. Les Anglais font retraite vers Bergues et Bourbourg le 10 août alors que les Français arrivent à Arras : ces derniers procèdent par étapes pour laisser le temps aux vassaux mobilisés de rejoindre le gros des troupes, le rendez-vous étant fixé au 15 août aux environs d'Arras. De là, le roi de France gagne Aire-sur-la-Lys puis Saint-Omer, où il est rejoint par les renforts provenant de Bavière. L'armée française regroupe selon Froissart moult chevaliers et environ 350 000 chevaux.
L'avant-garde française menée par le connétable Olivier V de Clisson reprend Cassel dont les rares survivants rejoignent Hugues de Calveley, replié dans Bergues avec 3 000 Anglais. Henri le Despenser s'est replié sur Gravelines, pour pouvoir le cas échéant rejoindre Calais. Il a tout le temps de maudire sa vanité qui lui a fait déclarer qu'il n'avait pas besoin de renforts pour affronter le roi de France. Le gros des troupes françaises rejoint l'avant-garde et l'ensemble fait halte pour la nuit autour de l'abbaye de Ravensberg, près de Merckeghem. Puis l'avant-garde se dirige vers Bergues en reprenant au passage le château de Drincham, défendu par une garnison de 200 Anglais tous passés au fil de l'épée. Le 11 septembre, toute l'armée française défile sous les murs de Bergues, tous les grands vassaux et alliés étant présents, dont le duc de Bretagne, le duc de Bavière, le duc de Bar, le duc de Lorraine, le comte de Savoie... Hugues de Calveley comprend l'inutilité de la résistance et décide de fuir en profitant du fait que les Français sont encore trop occupés à arriver pour penser à cerner la ville. Estimant qu'une résistance à Bourbourg serait également vaine, il gagne lui aussi Gravelines tandis que ses troupes se replient sur Bourbourg.

### Siège de Bourbourg
Les fuyards sèment l'émoi dans la ville de Bourbourg en leur annonçant qu'une armée d'environ 100 000 hommes arrive. De plus les habitants peuvent voir au loin les fumées de Bergues livrée aux flammes après que les Français frustrés de l'absence de bataille l'ont pillée de tout ce que les Anglais n'avaient pu emporter. Ils auraient également, d'après Froissart, occis tous les hommes, les femmes ayant été autorisées à fuir à Saint-Omer. L'armée française se présente sous les murs de Bourbourg le samedi 12 septembre 1383, bien décidée cette fois à ne laisser aucune chance de fuite aux Anglais, bien décidée également à récupérer le butin que ceux-ci avaient amassé pendant leur campagne du printemps. Tous ces nobles — pas moins de sept ducs et vingt neuf comtes dont des princes du sang ainsi que de nombreux illustres personnages énumérés par l'abbé Monteuuis et par Adolphe Hocquet — étalent comme à la parade leur faste et leurs richesses. À perte de vue, les bannières flottent au vent, le soleil se reflète sur les armures, toute la noblesse française est présente. Pour renforcer l'ardeur des assiégeants, on crée sous les murs de Bourbourg plus de 400 nouveaux chevaliers pour qu'ils fassent honneur à leur nouveau titre.
Les assiégés, probablement de l'ordre de 3 000 personnes dont 1 000 archers, n'ont cette fois plus d'échappatoire possible et se préparent à résister à l'assaut français. Nombre d'Anglais portent encore leur tenue de « guerre sainte » : chaperons blancs ornés d'une croix rouge et glaives enveloppés d'un fourreau rouge. Malgré leur écrasante infériorité numérique, ils désirent l'assaut, occasion de montrer leur valeur. Ils n'ignorent pas en outre que la ville surpeuplée et n'ayant pas eu le temps de se préparer à un siège aura très rapidement des problèmes de vivres. Les liens de féodalité, les alliances de familles font que nombre d'assiégés et d'assiégeants ont des relations, voire des amis ou parents ou alliés dans le camp d'en face même si la fidélité au suzerain oblige à combattre avec la dernière énergie pour la cause de celui-ci. Toutefois ces liens entrecroisés vont jouer un rôle dans la suite des évènements. En effet, l'ordre d'attaquer se fait attendre ce que ne comprend pas la troupe avide de pouvoir enfin se livrer au pillage puisque le sort de Bourbourg semble scellé face à une telle armée « et se émerveilloient plusieurs pourquoi on n'alloit tantôt assaillir ». En réalité, une tentative de négociation a lieu. Le duc de Bretagne — dont la famille doit la possession du duché de Bretagne à l'appui anglais et par son premier mariage avec Marie d'Angleterre, oncle du roi Richard II — le connétable de France Olivier de Clisson — ancien compagnon d'armes de Hugues de Calveley — et le comte de Flandres Louis de Male — toujours enclin à la négociation — tentent de prendre langue avec les Anglais en profitant de leur position au nord de Bourbourg, donc à proximité de Gravelines où sont les chefs des Anglais.
La troupe et les mercenaires eux n'entrent pas dans ces considérations et ne voient que le profit à réaliser. Des escarmouches ont lieu, on se rapproche de la ville, on lance des projectiles, les archers anglais ripostent, des traits enflammés envoyés par les Français mettent le feu à quelques maisons — en bois à l'époque avec souvent des toits de chaumes — dans la ville. Petit à petit, le combat prend de l'ampleur car il n'y a pas non plus d'ordre d'arrêter de combattre. Finalement à 3 heures de l'après-midi, face à toute cette agitation, la négociation parait complètement dépassée, la mêlée devient générale et l'assaut est donné, les commandants et nobles se mettant à la tête des troupes ne serait-ce que pour en prendre le contrôle. Les seigneurs français retrouvent leurs anciens réflexes ou travers et rivalisent d'audace dans la boue des fossés pour se distinguer et planter le premier leur bannière sur les remparts, les canons bombardent la ville, le feu gagne du terrain. Les Anglais se battent pied à pied, leurs archers font des ravages et des victimes, comme Pierre de Courtenay. La tombée de la nuit empêche les Français de terminer l'affaire très bien engagée pour eux : il est évident pour tous que la ville ne résistera plus longtemps. Il est clair, comme le dit Froissart, que si l'assaut avait commencé plus tôt dans la journée, la ville aurait été conquise le jour même. La nuit tombe à pic pour les deux camps, pour panser les blessés, enterrer les morts et pour les Anglais tenter de réparer les fortifications ébranlées par ces heures de combat.

### Trêve et fin de l'expédition
Le lendemain étant un dimanche, jour du seigneur et donc jour de combat prohibé, rien ne se passe, en dehors de la préparation de l'assaut du lundi : Charles VI promet une récompense à tout soldat qui apportera des fagots pour combler les fossés. Toutefois les usages de la chevalerie font que plusieurs assiégés sortent de Bourbourg pour venir rencontrer leurs connaissances : on se fait la guerre mais on ne se hait point. On se rend donc tout naturellement visite même dans ce genre de circonstances tout en étant bien décidé à combattre sans faille par la suite. Le duc de Bretagne met à profit cette pause pour reprendre langue avec les Anglais. Il envoie le dimanche le connétable de France et le comte de Saint-Pol Waléran III de Luxembourg-Ligny vers le roi en lui demandant de différer l'assaut, les Anglais semblant disposés à négocier. Les envoyés mettent l'accent sur le peu de gloire à emporter la victoire dans ces circonstances, ce qui n'empêcherait pas un coût probablement très élevé en vies humaines, tant pour les combattants que pour la population, d'autant que les assiégés désespérés se battraient probablement jusqu'à la mort. Charles VI se montre sensible à la démarche. Et ainsi contre toute attente, le lundi matin, ordre est donné à l'armée française de ne pas attaquer. La journée se passe en négociation entre les Anglais et Charles VI, conseillé par ses oncles — le duc Jean Ier de Berry, le duc de Bourgogne et le duc Louis II de Bourbon — et les négociateurs de la première heure du côté français. Les autres chevaliers français sont tenus à l'écart, eux « dont l'ardeur aurait réclamé l'assaut à tout prix ».
Un accord est trouvé : il va provoquer la stupeur dans le camp français. En effet la France abandonne l'idée de poursuite contre les Anglais et même contre les Gantois rebelles à leur comte. Les Anglais s'engagent à quitter Bourbourg, Gravelines et toute la Flandre avant le jeudi à midi et à ne plus apporter aucune aide aux Flamands ayant un litige avec le comte de Flandre. Le camp français, qui a la victoire assurée, ne comprend pas cette clémence. Il y voit même de la faiblesse lorsqu'il apprend de surcroît que les Anglais sont autorisés à emporter avec eux tous leurs biens. Comme ceux-ci résultent en partie des pillages effectués pendant leur raid depuis le mois de mai, ce traité suscite de « sourds mécontentements ». En effet, outre les mercenaires attirés par le perspective du pillage, nombre de seigneurs français comptent pouvoir se rembourser des frais engagés pour obéir au roi grâce aux biens repris aux Anglais. Toutefois la fidélité au roi est telle que tout le monde se soumet à sa volonté. Les chroniqueurs ne donnent pas d'explication à cette mansuétude française. Est-elle déjà due à la volonté de favoriser la tentative de négociation plus globale qui suivra l'épisode du siège de Bourbourg ? Le mercredi 16 septembre, les Anglais et Gantois quittent donc Bourbourg, non sans l'avoir dépouillée de tout ce qui pouvait avoir de la valeur. Ils gagnent Gravelines le jour même — qu'ils incendient — et le lendemain jeudi rejoignent Calais afin de rejoindre l'Angleterre. Ce même jeudi 17 septembre, les Français entrent dans Bourbourg, Charles VI à leur tête.
Le traité prévoit qu'il n'y aura pas de pillage, que les habitants et leurs biens seront respectés mais il est impossible de contenir la frustration des soldats qui vandalisent et détruisent dans la recherche du moindre bien à emporter. Il ne reste plus grand chose dans la ville déjà éprouvée par les incendies du samedi et par le passage des Anglais, ce qui a le don d'augmenter encore la rage des vainqueurs. Charles VI, débordé, ordonne de respecter au moins les biens d'églises. Peine perdue, l'église paroissiale Saint-Jean-Baptiste n'est pas plus sanctuarisée que le reste, ce qui donne lieu à l'affaire du « miracle de Bourbourg ». Froissart évoque ainsi l'affaire : un pillard — probablement Breton, Froissart décrit ceux-ci comme des personnes avides au gain et de ce fait redoutées par les habitants — veut voler dans l'église une pierre précieuse enchâssée dans la statue de la Vierge Marie, Notre-Dame de Bourbourg : il tombe raide mort. Un autre pillard veut lui aussi s'emparer du même bien mais à ce moment toutes les cloches se mettent à sonner en même temps sans que personne les actionne et il s'enfuit effrayé,. Une semaine plus tard, un soldat veut s'emparer de l'image de Notre-Dame de Bourbourg en s'imaginant qu'elle est en or. S'apercevant qu'elle n'est que de bois doré, de rage, il lui porte un coup d'épée. Du sang sort de l'image à l'endroit du coup, le soldat meurt dans d'horribles convulsions. La population le traîne dehors pour le faire dévorer par les chiens, ils n'en veulent pas. On l'enterre, la main avec laquelle il a frappé la statue reste dressée au-dessus de la terre. Finalement, les habitants se débarrassent du cadavre en le jetant dans une ancienne citerne. Quoi qu'il en soit, Bourbourg profite de ces événements qui selon la légende engendrent d'autres miracles : Charles VI et son entourage font des présents à l'Église, des pèlerins viennent de partout, la statue et le linge qui ont servi à essuyer le sang deviennent des reliques, on institue une neuvaine de prières — nouvelle source de revenus pour la ville et l'église — qui fut pratiquée pendant de nombreuses années.

## Conséquences de la croisade
Henri le Despenser, « homme vain, insolent, orgueilleux, jeune et fol tout ensemble », est très froidement accueilli en Angleterre. On lui reproche tout, l'attitude, les choix effectués, la témérité, l'injustice, le gaspillage d'hommes et d'argent. Un de ses accusateurs les plus durs est le duc de Lancastre, qui a dû renoncer à ses projets en Castille au profit de l'évêque de Norwich. Le Parlement anglais confisque ses biens jusqu'au remboursement des dépenses engagées. L'évêque les récupère néanmoins deux ans plus tard. En revanche, Hugues de Calveley n'a aucun ennui car on sait qu'il a fait preuve d'une attitude chevaleresque et qu'il a souvent tenté de conseiller l'évêque sans être écouté.
L'armée française, qui n'a plus de raisons d'être, ne tarde pas à se disperser dès le 18 septembre 1383. Néanmoins, pour les seigneurs présents, la participation « au fait de Bourbourg » a longtemps été considérée comme une action glorieuse. Les chroniqueurs et généalogistes ne manquent pas de le rappeler ; jusqu'aux pierres tombales le signalent. Ainsi, dans son Histoire généalogique et chronologique de la Maison Royale de France, le Père Anselme ne manque pas de le rapporter systématiquement. Leçon est toutefois tirée de l'épisode de la croisade : les remparts de Gravelines sont relevés et renforcés car la ville sert désormais de frontière face à Calais anglaise.
Le duc de Bretagne reste un moment en Flandre. Avec le comte de Flandre, il poursuit l'idée d'aboutir à une véritable paix entre la France et l'Angleterre. Il en convient avec les chevaliers anglais venus négocier sous la tente de Charles VI. Ceux-ci tiennent leur promesse et une délégation anglaise débarque à Calais. Charles VI envoie de même ses représentants à Boulogne-sur-Mer. Les deux parties se rencontrent dans la paroisse de Leulinghem à mi-chemin des possessions respectives. Les discussions sont longues, peut-être à cause de l'ambition des négociateurs qui comptent régler tous les problèmes. Elles n'aboutissent pas : elles achoppent sur la question du retour à la France non seulement de Calais et de Guînes mais aussi des possessions anglaises de Cherbourg, Brest, Bordeaux et Bayonne. Un autre point de blocage subsiste : le comte de Flandre n'entend pas inclure dans le traité les Gantois que de leur côté les Anglais ne veulent pas abandonner. On ne réussit finalement à s'accorder que sur le principe d'une trêve jusqu'au 1er octobre 1384, qui est ensuite prolongée jusqu'au 1er mai 1385. La Guerre de Cent Ans reprendra à partir de cette date avant qu'une nouvelle trêve ratifiée à Leulinghem par Charles VI et Richard II en juillet 1389 ne mette définitivement une pause dans les hostilités pendant une vingtaine d'années.

## Représentation artistique
Il semble qu'un tableau a été réalisé pour représenter le siège de Bourbourg. Il se trouvait en 1896 dans les dépendances de l'église paroissiale. Il représente Charles VI entouré de seigneurs agenouillé devant l'autel pour rendre grâce à Dieu de la victoire remportée et implorer le pardon pour les crimes commis par les soldats.